# Plumatella bushnelli
Plumatella bushnelli är en mossdjursart som beskrevs av Charles Thorold Wood 200. Plumatella bushnelli ingår i släktet Plumatella och familjen Plumatellidae. Inga underarter finns listade i Catalogue of Life.